# Фролиха (Владимирская область)
Фролиха — деревня в Собинском районе Владимирской области России, входит в состав Асерховского сельского поселения.

## География
Деревня расположена в 7 км на северо-запад от центра поселения посёлка Асерхово и в 15 км на юго-восток от райцентра Собинки.

## История
В конце XIX — начале XX века деревня входила в состав Березниковской волости Судогодского уезда, с 1926 года — в составе Собинской волости. В 1859 году в деревне числилось 26 дворов, в 1905 году — 30 дворов, в 1926 году — 48 хозяйств.
С 1929 года деревня входила с состав Кадыевского сельсовета Собинского района, с 1965 года — в составе Вышманоского сельсовета, с 2005 года входит в состав Асерховского сельского поселения.

## Население
| 1859 | 1905 | 1926 |
| ---- | ---- | ---- |
| 154  | 179  | 193  |

| 1859 | 1905 | 1926 | 2002 | 2010 | 2021 |
| ---- | ---- | ---- | ---- | ---- | ---- |
| 154  | ↗179 | ↗193 | ↘6   | ↘1   | ↗5   |